# Leonid Brézhnev
Leonid Ilich Brézhnev (en ruso: Леони́д Ильи́ч Бре́жнев) (pronunciaciónⓘ); (Kamianské, Imperio ruso, 6 de diciembrejul./ 19 de diciembre de 1906greg.-Moscú, 10 de noviembre de 1982) fue el secretario general del Comité Central (CC) del Partido Comunista de la Unión Soviética (PCUS), que presidió el país desde 1964 hasta su muerte en 1982. Su mandato de dieciocho años como secretario general fue uno de los más largos, solo superado por el de Iósif Stalin. Durante el Gobierno de Brézhnev, la influencia global de la Unión Soviética creció considerablemente, en parte debido a la expansión militar del país durante este período, pero su actuación como líder a menudo ha sido criticada por marcar el comienzo de un período de estancamiento económico conocido como estancamiento brezhneviano, que condujo a graves problemas económicos que finalmente desembocaron en la disolución de la Unión Soviética en 1991.
Brézhnev nació en Kamianské en una familia de obreros rusos. Después de graduarse en el Instituto Metalúrgico de Dnieprodzerzhinsk, se hizo ingeniero metalúrgico en la industria del hierro y acero en Ucrania. En 1923, ingresó al Komsomol y, en 1929, se afilió al Partido Comunista, desempeñando un papel activo en sus asuntos. Fue reclutado de inmediato para el servicio militar durante la Segunda Guerra Mundial; dejó el ejército en 1946 con el rango de mayor general. En 1952, Brézhnev se convirtió en miembro del Comité Central, y en 1964, sucedió a Nikita Jrushchov como primer secretario; Alekséi Kosyguin sucedió a Jrushchov en su puesto de Presidente del Consejo de Ministros.
Brézhnev promovió el culto a la personalidad, aunque no al mismo nivel visto bajo el gobierno de Stalin.
Como líder, Brézhnev trabajaba en equipo y procuraba consultar con sus colegas antes de actuar, pero su pretensión de gobernar sin acometer reformas económicas significativas llevaron a un declive nacional a mediados de la década de 1970, período conocido como la era de estancamiento. El aumento significativo en los gastos militares, que al momento de su muerte se situaban, según el bloque occidental, en aproximadamente el 15% del PIB del país (un 8% según la propia URSS) y su liderazgo cada vez más anciano e ineficaz sentaron las bases para un PIB decreciente en comparación con las naciones occidentales. Al frente de la URSS, Brézhnev impulsó la distensión entre los países de Oriente y Occidente. Su última decisión importante en el poder fue enviar al Ejército soviético a Afganistán en un intento de salvar al frágil Gobierno que luchaba contra los muyahidines.
Falleció el 10 de noviembre de 1982 y fue sucedido en su puesto de secretario general por Yuri Andrópov.
El presidente Mijaíl Gorbachov, quien dirigió a la URSS desde 1985 hasta 1991, denunció su legado y condujo el proceso de liberalización de la Unión Soviética.

## Biografía
Brézhnev era hijo del obrero metalúrgico Ilyá Yákovlevich Brézhnev y su esposa, Natalia Denísovna. En diferentes momentos de su vida, Brézhnev especificó su origen étnico de forma alternativa, tanto ucraniano como ruso, optando por este último mientras ascendía dentro del Partido Comunista. Como muchos jóvenes en los años posteriores a la Revolución rusa, recibió una educación técnica, en un principio centrada en la gestión de tierras, donde se inició como agrimensor y luego en metalurgia. Se graduó en el Instituto Metalúrgico de Dnieprodzerzhinsk en 1935 y se hizo ingeniero metalúrgico en las industrias del hierro y el acero del este de Ucrania. Entró a la organización juvenil del Partido Comunista, el Komsomol, en 1923 y al propio partido en 1929.
En los años 1935 y 1936, Brézhnev fue reclutado para el servicio militar obligatorio, y después de tomar cursos en una escuela de tanques, actuó como comisario político en una fábrica de tanques. Más tarde, en 1936, ascendió a director del Instituto Metalúrgico de Dnieprodzerzhinsk (escuela técnica). En 1936, fue trasladado al centro regional de Dnipropetrovsk y, en 1939, fue nombrado secretario del partido en Dnipropetrovsk, a cargo de las industrias de defensa más importantes de la ciudad. Como alguien que sobrevivió a la Gran Purga de Stalin de 1937 a 1939, podría obtener rápidos ascensos, ya que las purgas abrieron muchos cargos en los rangos superiores e intermedios del Partido y el Estado.

## Trayectoria

### Servicio militar e inicios de su carrera

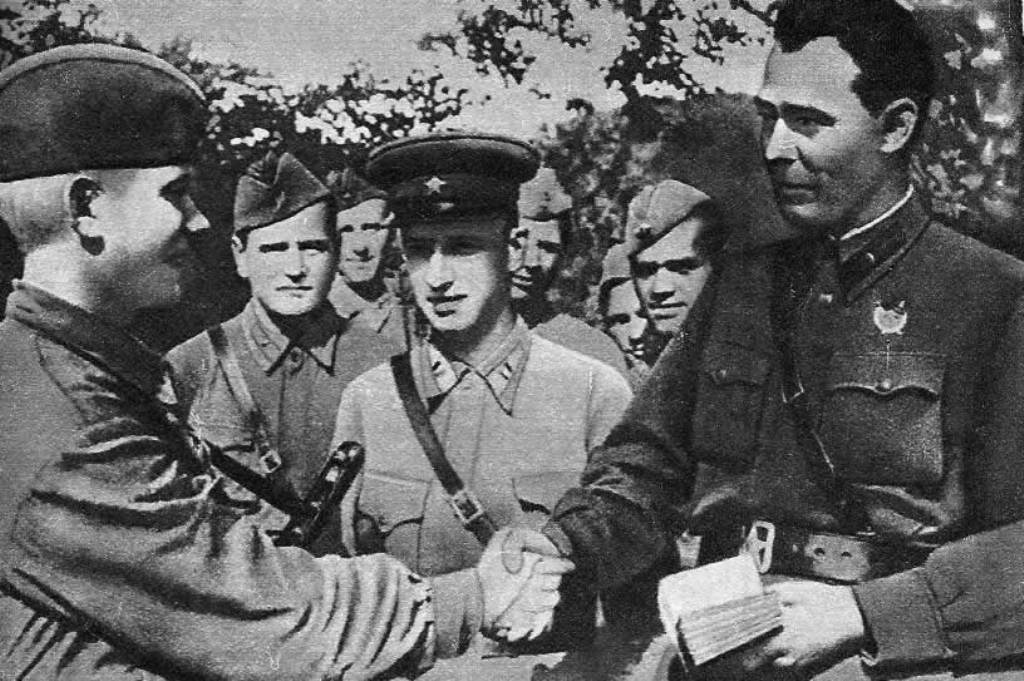
Brézhnev como comisario político en 1942.

Cuando la Alemania nazi invadió la Unión Soviética el 22 de junio de 1941, Brézhnev, como la mayoría de los funcionarios del partido de rango medio, fue reclutado inmediatamente. Trabajó para evacuar a las industrias de Dnipropetrovsk hacia el este de la Unión Soviética antes de que la ciudad cayera en manos de los alemanes el 26 de agosto y luego fue asignado como comisario político. En octubre, Brézhnev fue nombrado subdirector de la administración política del Frente Sur, con el rango de Comisario de Brigada. Cuando Ucrania fue ocupada por los alemanes en 1942, Brézhnev fue enviado al Cáucaso como subjefe de la administración política del Frente de Transcaucasia. En abril de 1943, avanzó a jefe del Departamento Político del 18.° Ejército. Más tarde durante ese mismo año, dicho 18.° Ejército formó parte del Primer Frente Ucraniano, cuando el Ejército Rojo recuperó la iniciativa y avanzó hacia el oeste a través de Ucrania. El comisario político principal del Frente era Nikita Jrushchov, importante mecenas de la carrera de Brézhnev, ya que desde 1931, poco después de afiliarse al partido, Brézhnev se había unido a Jrushchov, que en poco tiempo lo convertiría en su protegido, lo que facilitaría su ascenso. Al final de la guerra en Europa, Brézhnev era comisario político jefe del Cuarto Frente Ucraniano, que entró en Praga después de la rendición alemana.
Aunque Brézhnev dejó el Ejército Soviético con el rango de Mayor general en agosto de 1946, pasó toda la guerra como comisario político en lugar de desempeñar funciones propias de su rango de comandante militar. Después de trabajar en los proyectos de reconstrucción en Ucrania, se convirtió nuevamente en primer secretario en Dnipropetrovsk. En 1950, fue nombrado diputado del Sóviet Supremo de la Unión Soviética, el máximo órgano legislativo de la Unión Soviética. Ese mismo año ascendería a primer secretario del Partido en Moldavia. En 1952, se hizo miembro del Comité Central del Partido Comunista y se presentó como candidato a miembro en el Presidium (antiguo Politburó).
Al morir Stalin en marzo de 1953, en la reorganización que siguió fue abolido el Presidium y se reconstituyó un pequeño Politburó. Aunque Brézhnev no lograría ser miembro del Politburó, fue nombrado jefe de la Dirección Política del Ejército y la Marina del Ejército Soviético con el rango de Teniente general, una posición muy alta, gracias probablemente al nuevo poder de su patrocinador Jrushchov, que había sucedido a Stalin como secretario general del Partido. El 7 de mayo de 1955, Brézhnev fue nombrado primer secretario del Partido Comunista de la RSS de Kazajistán. Su función era simple: hacer las nuevas tierras agrícolamente productivas; con esta directiva, comenzó la inicialmente exitosa campaña de tierras vírgenes.
En febrero de 1956, Brézhnev regresó a Moscú, ascendido a candidato a miembro del Politburó y con el control asignado de la industria de defensa, el programa espacial, la industria pesada y la construcción de capital. Por ello desechó proseguir su tarea en Kazajistán, lo que se revelaría un acierto, pues la cosecha en los años siguientes demostró ser decepcionante y habría perjudicado su carrera política si se hubiese quedado. Ahora era un miembro de alto rango de la comitiva de Jrushchov, y en junio de 1957 respaldó a Jrushchov en su lucha contra la vieja guardia estalinista en la dirección del partido, el llamado «Grupo Anti-Partido». Tras la derrota de la vieja guardia, Brézhnev se hizo miembro de pleno derecho del Politburó. Se convirtió en el segundo secretario del Comité Central en 1959, y en mayo de 1960 fue promovido al cargo de presidente del Presídium del Sóviet Supremo, haciéndole jefe nominal del Estado, aunque el poder real residía con Jrushchov como secretario del Partido. En 1962, Brézhnev fue nombrado ciudadano honorario de Belgrado.

### Deposición de Jrushchov

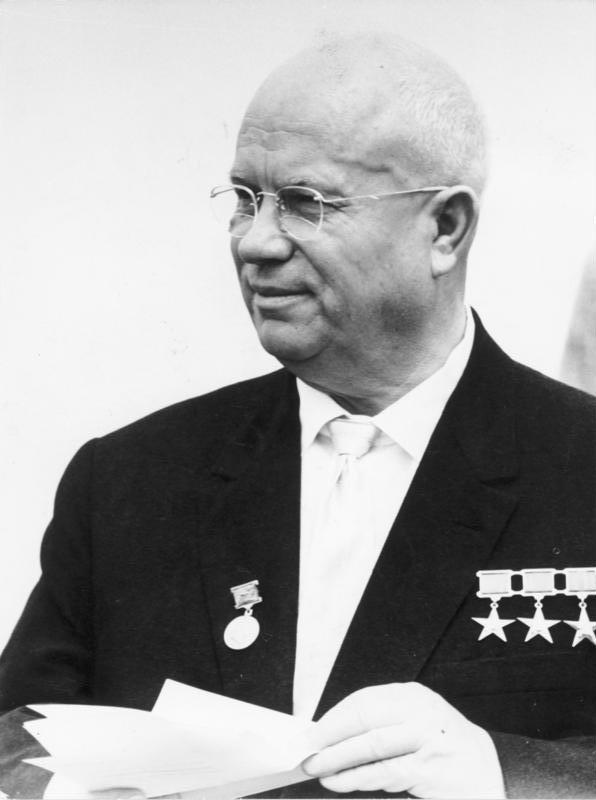
Jrushchov en el año 1963, un año antes de su remoción.

Hasta aproximadamente el año 1962, la posición de Jrushchov como líder del partido era segura, pero el anciano líder se volvió más errático y su rendimiento socavaba la confianza de sus compañeros dirigentes. Los crecientes problemas económicos de la Unión Soviética también aumentaron la presión sobre su liderazgo. En apariencia, Brézhnev permanecía leal a Jrushchov pero, en 1963, se involucró en un complot para alejarlo del poder, posiblemente desempeñando un papel destacado en éste. Ese mismo año, Brézhnev sucedió a Frol Kozlov, otro protegido de Jrushchov, como secretario del Comité Central, estableciéndose como el posible sucesor de Jrushchov. En 1964, Jrushchov lo nombró segundo secretario, literalmente líder adjunto del partido.
Después de regresar de Escandinavia y Checoslovaquia y sin sospechar nada raro, Jrushchov se fue de vacaciones a Pitsunda, cerca del Mar Negro en octubre de 1964. Al regresar, los funcionarios del Presidium lo felicitaron por su trabajo en el cargo. Anastás Mikoyán lo visitó, dándole a entender que no debería estar demasiado satisfecho con su situación actual. Vladímir Semichastny, jefe de la KGB, fue una parte crucial de la conspiración, ya que su deber era informar a Jrushchov si había alguien conspirando contra su liderazgo. Nikolái Ignátov, quien había sido despedido por Jrushchov, pidió discretamente la opinión de varios miembros del Comité Central. Después de algunos intentos fallidos, su colega conspirador Mijaíl Súslov llamó por teléfono a Jrushchov el 12 de octubre y le solicitó que regresara a Moscú para discutir la situación de la agricultura soviética. Con el tiempo, Jrushchov entendió lo que estaba pasando y le dijo a Mikoyánː «si yo soy la cuestión, no voy a oponer resistencia». Mientras que una minoría encabezada por Mikoyán quería quitar a Jrushchov del cargo de primer secretario, pero mantenerlo como presidente del Consejo de Ministros, la mayoría encabezada por Brézhnev quería sacarlo de la actividad política.
Brézhnev y Nikolái Podgorni apelaron al Comité Central, culpando a Jrushchov por los fracasos económicos y acusándolo de voluntarismo y comportamiento impúdico. Influidos por los aliados de Brézhnev, los miembros del Politburó votaron a favor de destituir a Jrushchov de su cargo. Además, algunos miembros del Comité Central querían someterlo a algún tipo de castigo. Pero Brézhnev, quien ya había sido asegurado en el cargo de secretario general, vio pocas razones para castigar aún más a su antiguo mentor. Brézhnev fue nombrado primer secretario, pero en ese momento se creía que sería algún tipo de líder de transición, que sólo estaría hasta que otro líder fuera nombrado. Alekséi Kosyguin fue investido como jefe de Gobierno y Mikoyán se convirtió en el jefe de Estado. Brézhnev y sus compañeros apoyaban la línea general del partido tras la muerte de Iósif Stalin, pero consideraban que las reformas de Jrushchov habían quitado gran parte de la estabilidad a la Unión Soviética. Uno de los principales motivos de la expulsión de Jrushchov fue que él ignoraba continuamente a otros miembros del partido. Pravda, el periódico más importante de la Unión Soviética, escribió sobre los nuevos temas perdurables como el liderazgo colectivo, la planificación científica, la consulta con expertos, la regularidad organizativa y el final de las conspiraciones. Cuando Jrushchov salió del foco de la luz pública, no hubo ninguna conmoción popular, ya que la mayoría de los ciudadanos soviéticos, incluyendo la intelligentsia, preveían un período de estabilización, el constante desarrollo de la sociedad soviética y el continuo crecimiento económico en los próximos años.

## Liderazgo (1964–1982)

### Consolidación del poder

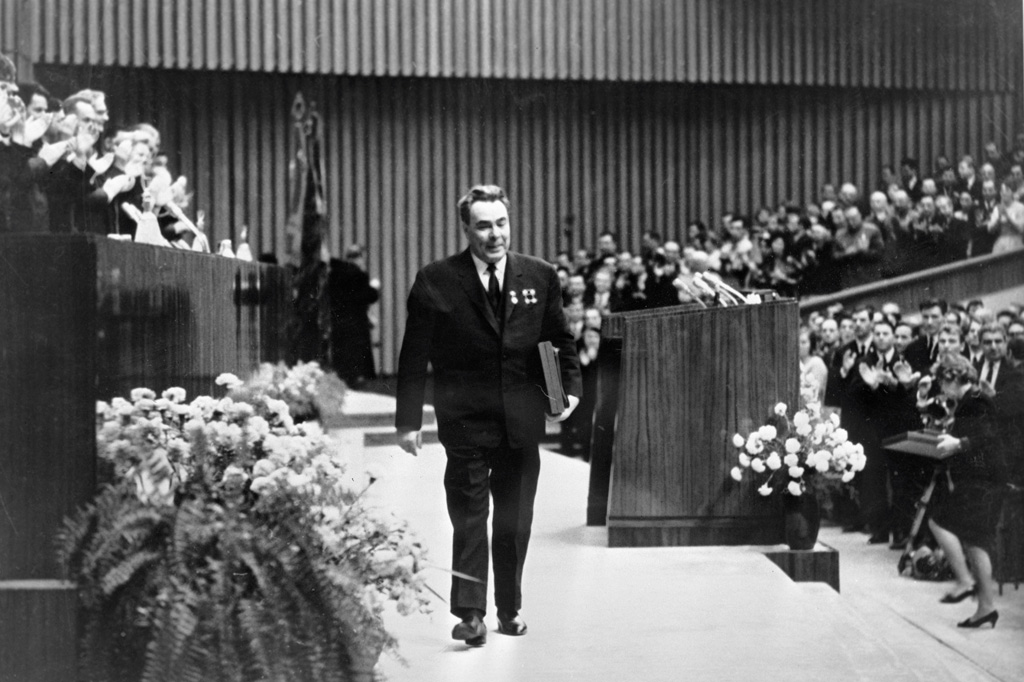
Brézhnev tras hablar en la sesión plenaria del Comité Central del Komsomol (fotografía tomada en 1968).

Las primeras reformas políticas fueron consideradas como predecibles. En 1964, un plenario del Comité Central estableció la prohibición de que  cualquier individuo mantuviera los dos cargos más poderosos del país (el de secretario general y el de primer ministro) a la vez. Al expresidente del Comité para la Seguridad del Estado (KGB) Aleksandr Shelepin no le agradó el nuevo liderazgo colectivo y sus reformas. Hizo una propuesta por el mando supremo en 1965, solicitando la restauración de la «obediencia y el orden». Shelepin no logró reunir apoyo en el Presidium y la posición de Brézhnev era bastante segura; sin embargo, no fue capaz de cesar a Shelepin de su cargo hasta 1967.
Si Jrushchov fue depuesto principalmente por su indiferencia a muchas organizaciones de alto rango dentro del PCUS y del Gobierno soviético, con Brézhnev, la Unión Soviética estuvo controlada por un liderazgo colectivo (oficialmente llamado «colectividad de liderazgo»), por lo menos durante las décadas de 1960 y 1970. El consenso dentro del partido era que el liderazgo colectivo prevalecía sobre el liderazgo supremo de un individuo. T.H. Rigby argumentó que a finales de la década de 1960 había emergido un sistema oligárquico estable en la Unión Soviética, con más poder otorgado en torno a Brézhnev, Kosyguin y Podgorny. Mientras que el balance era verdadero en ese momento, coincidió con el fortalecimiento del poder de Brézhnev por medio de un aparente choque con el Secretariado del Comité Central, Mijaíl Súslov. Durante la década de 1960, el estadounidense Henry A. Kissinger creyó erróneamente que Kosyguin era el líder dominante de la política exterior soviética en el Politburó. Durante este período, Brézhnev estaba reuniendo el apoyo suficiente para fortalecer su posición dentro de la política soviética. Entretanto, Kosyguin estuvo a cargo de la administración económica en su rol de presidente del Consejo de Ministros. Sin embargo, la posición de Kosyguin se debilitó cuando propuso una reforma económica en 1965, que fue ampliamente conocida como la «reforma Kosyguin» dentro del Partido Comunista. La reforma dio lugar a una reacción negativa, y los conservadores del partido siguieron oponiéndose a Kosyguin tras presenciar los resultados de las reformas que habían llevado a la Primavera de Praga. Sus opositores se congregaron en torno de Brézhnev y le ayudaron en su tarea de fortalecer su posición dentro del sistema soviético.
Brézhnev era adepto a la política dentro de la estructura del poder soviético. Trabajaba en equipo y nunca actuaba precipitada o apresuradamente; a diferencia de Jrushchov, no tomaba decisiones sin una consulta sustancial con sus colegas y siempre estaba dispuesto a escuchar sus opiniones. Durante la década de 1970, Brézhnev consolidó su posición interna. En 1977, forzó el retiro de Podgorny y, una vez más, fue nombrado presidente del Presidium del Sóviet Supremo de la Unión Soviética, haciendo que esta posición fuera equivalente a la de un presidente ejecutivo. Aunque Kosyguin siguió siendo primer ministro hasta poco antes de su muerte en 1980 (siendo reemplazado por Nikolái Tíjonov), Brézhnev fue la fuerza impulsora dominante de la Unión Soviética desde mediados de la década de 1970 hasta su muerte en 1982.

### Políticas nacionales

#### Represión
La política de estabilización de Brézhnev incluyó ponerle fin a las reformas liberalizadoras de Jrushchov y tomar fuertes medidas sobre la libertad cultural. Durante los años de Jrushchov, Brézhnev había apoyado las denuncias del líder al gobierno arbitrario de Stalin, la rehabilitación de muchas de las víctimas de las purgas de Stalin y la liberalización cautelosa de la política intelectual y cultural soviética. Pero tan pronto como se convirtió en líder, Brézhnev comenzó a revertir este proceso y desarrolló una actitud cada vez más conservadora y regresiva.
El juicio contra los escritores Yuli Daniel y Andréi Siniavsky en 1966 marcó la reversión a una política cultural represiva. Bajo Yuri Andrópov, el servicio de seguridad del Estado (KGB) recuperó gran parte del poder que había disfrutado bajo Stalin, aunque no hubo ningún retorno a las purgas de los años 1930 y 1940, y el legado de Stalin siguió siendo ampliamente desacreditado entre la intelectualidad soviética. El 22 de enero de 1969, un desertor del Ejército soviético, Víktor Ilyín, intentó asesinar a Brézhnev y fue diagnosticado con una enfermedad mental y colocado en régimen de aislamiento en un hospital psiquiátrico. A mediados de la década de 1970, se estimaba que había 10.000 presos políticos y religiosos en toda la Unión Soviética; muchos de estos prisioneros fueron considerados por el Estado soviético como mentalmente incapacitados y fueron hospitalizados en asilos mentales de toda la Unión Soviética (véase Psiquiatría represiva en la Unión Soviética). La KGB se había infiltrado en la mayoría de las organizaciones antigubernamentales durante el gobierno de Brézhnev, y aseguró que hubiera poca o ninguna oposición contra él o su base de poder. Sin embargo, Brézhnev se abstuvo de la violencia vista bajo el gobierno de Stalin.

#### Economía

##### Crecimiento económico hasta 1973
| Período    | PIB (según datos de la CIA) | PMN (según Grigorii Khanin) | PIB (según la Unión Soviética) |
| ---------- | --------------------------- | --------------------------- | ------------------------------ |
| 1960–1965  | 4.8                         | 4.4                         | 6.5                            |
| 1965–1970  | 4.9                         | 4.1                         | 7.7                            |
| 1970–1975  | 3.0                         | 3.2                         | 5.7                            |
| 1975–1980  | 1.9                         | 1.0                         | 4.2                            |
| 1980–1985  | 1.8                         | 0.6                         | 3.5                            |
| [ nota 3 ] |                             |                             |                                |

Entre 1960 y 1970, la producción agrícola soviética aumentó en un 3% anual. La industria también mejoró; durante el Octavo Plan quinquenal (1966-1970), la producción de las fábricas y minas aumentaron en un 138%, en comparación con la de 1960. Mientras que el Politburó se hizo agresivamente antireformista, Kosyguin fue capaz de convencer a Brézhnev y al Politburó de dejar solo al líder comunista reformista János Kádár de la República Popular de Hungría debido a una reforma económica titulada Nuevo Mecanismo Económico (NME), que concedía el permiso limitado para el establecimiento de mercados minoristas. En la República Popular de Polonia, fue adoptado otro enfoque en 1970 bajo el liderazgo de Edward Gierek; creía que el Gobierno necesitaba préstamos occidentales para facilitar el rápido crecimiento de la industria pesada. El liderazgo soviético dio su aprobación para ello, ya que la Unión Soviética no podía darse el lujo de mantener su subsidio masivo hacia el Bloque del Este en forma de petróleo barato y exportaciones de gas. Sin embargo, la Unión Soviética no aceptó todo tipo de reformas, siendo un ejemplo la invasión de Checoslovaquia por el Pacto de Varsovia en 1968, en respuesta a las reformas de Alexander Dubček. Bajo Brézhnev, el Politburó abandonó los experimentos de descentralización de Jrushchov. En 1966, dos años después de tomar el poder, Brézhnev abolió los Consejos Económicos Regionales que habían sido organizados para administrar las economías regionales de la Unión Soviética.
El Noveno Plan Quinquenal entregó un cambio: por primera vez, los productos industriales de consumo superarían en producción a los bienes industriales de capital. Los bienes de consumo, como relojes, muebles y radios fueron producidos en abundancia. Sin embargo, el Plan aún dejaba la mayor parte de la inversión estatal en la producción industrial de bienes de capital. Este resultado no fue visto como un signo positivo para el futuro del Estado soviético por la mayoría de los principales funcionarios del partido en el Gobierno; en 1975, los bienes de consumo se expandieron en un 9% más lento que los bienes industriales de capital. La política continuó a pesar del compromiso de Brézhnev a hacer un rápido cambio de la inversión que lograra satisfacer a los consumidores soviéticos y condujera a un mayor nivel de vida. 
Desde 1928 a 1973, la Unión Soviética fue creciendo económicamente a un ritmo que finalmente lograría la convergencia con los Estados Unidos y Europa occidental. Esto fue cierto a pesar de la ventaja que tenían los Estados Unidos; la URSS se vio dificultada por la política de colectivización de Iósif Stalin y los efectos de la Segunda Guerra Mundial que había dejado la mayor parte de la URSS occidental en ruinas. En 1973, el proceso de ponerse al día con el resto de Occidente llegó a un abrupto final, y este año es considerado por algunos estudiosos como el inicio de la era de estancamiento. El comienzo del estancamiento coincidió con una crisis financiera en Europa occidental y los Estados Unidos. A principios de 1970, la Unión Soviética tenía la capacidad industrial más grande del mundo y producía más acero, petróleo, hierro, cemento y tractores que cualquier otro país. Antes de 1973, la economía soviética se estaba expandiendo a un ritmo más rápido, por un pequeño margen, que la de los Estados Unidos. La URSS también mantuvo un ritmo constante con las economías de Europa occidental. Entre 1964 y 1973, la economía soviética se situó en aproximadamente la mitad del PIB per cápita de Europa occidental y un poco más de un tercio del de los Estados Unidos.

##### Política agrícola

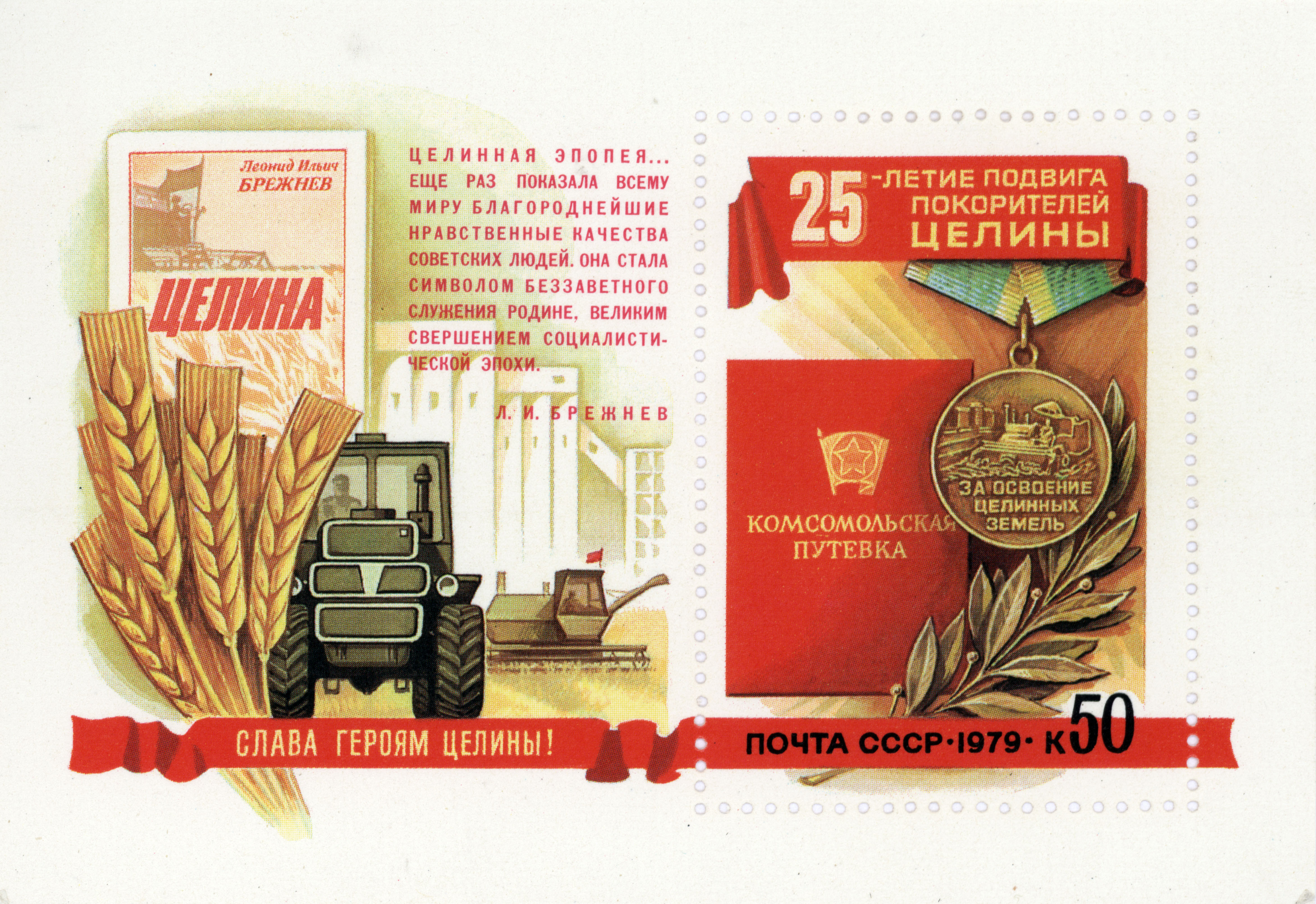
Un sello publicado en 1979, en el 25 aniversario de la Campaña de Tierras Vírgenes.

La política agrícola de Brézhnev reforzó los métodos convencionales para la organización de las granjas colectivas. Se mantuvo la imposición de cuotas centrales a la producción. La política de Jrushchov de amalgamar las granjas fue continuada por Brézhnev, porque compartía la misma creencia que Jrushchov en que mayores koljoses aumentarían la productividad. Brézhnev impulsó un aumento de las inversiones estatales en la agricultura, que llegaron a un máximo histórico de un 27% de todas las inversiones del Estado en la década de 1970, esta cifra no incluyó las inversiones en maquinaria agrícola. Solo en 1981, 33.000 millones de dólares estadounidenses (en la tasa de cambio actual) fueron invertidos en la agricultura.
La producción agrícola en 1980 fue mucho mayor que la tasa de producción promedio entre 1966 y 1970; un 21% superior al promedio. La producción de cultivos de cereales aumentó en un 18%. Sin embargo, estos mejores resultados no fueron alentadores. El criterio para evaluar la producción agrícola en la Unión Soviética era la cosecha de granos. La importación de cereales, que había comenzado bajo Jrushchov, en realidad se había convertido en un fenómeno normal para los estándares soviéticos. Cuando Brézhnev tuvo dificultades para sellar acuerdos de intercambio comercial con los Estados Unidos, recurrió a otros lugares, como la Argentina. El comercio era necesario porque la producción nacional de cultivos forrajeros de la Unión Soviética era severamente deficiente. Otro sector que se que se encontraba contra la pared era la cosecha de remolacha azucarera que había disminuido en un 2% durante la década de 1970. Para Brézhnev, la forma de resolver estas cuestiones era aumentar la inversión estatal. El miembro del Politburó Gennadi Vóronov abogó por la división de la fuerza de trabajo de cada explotación en lo que él llamó «vínculos». Estos «vínculos» se encargarían de las funciones específicas, como por ejemplo llevar adelante la unidad de una granja de productos lácteos. Su argumento era que cuanto mayor fuera la fuerza de trabajo, menos responsables se sentirían. Este programa había sido propuesto a Iósif Stalin por Andréi Andréiev en la década de 1940 y Jrushchov se opuso a él antes y después de la muerte de Stalin. Vóronov tampoco tuvo éxito; Brézhnev lo rechazó, y en 1973 fue removido del Politburó.
La experimentación con los «vínculos» no fue desestimada en el ámbito local, con Mijaíl Gorbachov, entonces primer secretario del Comité Regional de Stávropol, los vínculos fueron experimentados en su región. Mientras tanto, la participación del Gobierno soviético en la agricultura fue, según Robert Service, de otra manera «poco imaginativa» e «incompetente». Frente a los crecientes problemas de la agricultura, el Politburó aprobó una resolución titulada; «Sobre el futuro desarrollo de la especialización y concentración de la producción agrícola sobre la base de la cooperación interagrícola y la integración agroindustrial». La resolución acercó a los koljoses entre sí para colaborar en sus esfuerzos por aumentar la producción. Entretanto, las subvenciones del Estado para el sector alimentario y agrícola no impidieron la quiebra de las granjas que operaban: los aumentos en los precios de los productos fueron compensados por el aumento en el costo del petróleo y otros recursos. En 1977, el petróleo costaba un 84% más de lo que lo hizo en la década de 1960. El costo de otros recursos también había subido a finales de los 70.
La respuesta de Brézhnev a estos problemas fue emitir dos decretos, uno en 1977 y el otro en 1981, que abogaban por la expansión de todas las parcelas de propiedad de la Unión Soviética a media hectárea. Estas medidas eliminaron los obstáculos importantes para la expansión de la producción agrícola, pero no resolvieron el problema. Bajo Brézhnev, las parcelas privadas produjeron el 30% de la producción agrícola nacional mientras que cultivaban solo un cuatro por ciento de la agricultura soviética. Los problemas subyacentes fueron la creciente escasez de trabajadores cualificados, una cultura rural arruinada, el pago de los trabajadores en proporción a la cantidad y no a la calidad de su rendimiento en el trabajo, la maquinaria agrícola demasiado grande para las pequeñas granjas colectivas y el campo sin carreteras. Frente a esto, Brézhnev solo podría proponer planes como una amplia recuperación y proyectos de riego, o por supuesto, una reforma radical.

##### Estancamiento económico

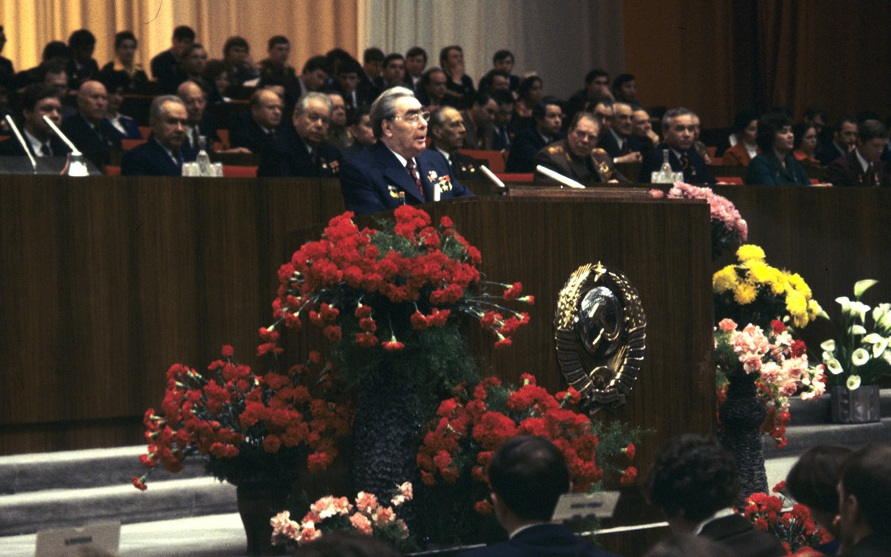
Brézhnev hablando durante la ceremonia de inauguración del XVIII Congreso de la Liga Comunista Juvenil Soviética en el Palacio del Kremlin, el 25 de abril de 1978.

La era de estancamiento, un término acuñado por Mijaíl Gorbachov, fue vista como el resultado de un conjunto de factores, incluyendo la «carrera armamentística» en curso entre las dos superpotencias, la Unión Soviética y los Estados Unidos; la decisión de la Unión Soviética a participar en el comercio internacional (abandonando así la idea del aislamiento económico) ignorando los cambios que estaban ocurriendo en las sociedades occidentales; la creciente severidad mostrada por ejemplo con los tanques soviéticos movilizados a aplastar la Primavera de Praga en 1968; la intervención en Afganistán; la asfixiante burocracia supervisada por un grupo de hombres cada vez más ancianos dirigiendo al país; la corrupción política, los atascos en el suministro y otros problemas estructurales en la economía sin resolverse bajo el gobierno de Brézhnev. El estancamiento social en el país se vio estimulado por la creciente demanda de trabajadores no calificados, la escasez de mano de obra y la disminución en la productividad y en la disciplina laboral. Si bien Brézhnev, aunque «esporádicamente» intentó reformar la economía durante las décadas de 1960 y 1970, en última instancia, no produjo ningún resultado positivo. Una de estas reformas fue la reorganización del Consejo de Ministros; esto condujo a una tasa de desempleo baja al precio de una baja productividad y el estancamiento tecnológico. La reforma económica de 1965 fue iniciada por Alekséi Kosyguin, pero su origen se remonta a Nikita Jrushchov. El Comité Central no estaba dispuesto a llevar a cabo la reforma, mientras que al mismo tiempo reconoció los problemas económicos.
En 1973, la economía soviética se desaceleró y comenzó a quedarse atrás de la de Occidente debido a los enormes gastos en las fuerzas armadas y al pequeño gasto en la industria ligera y de bienes de consumo. La agricultura soviética no podía alimentar a la población urbana, y mucho menos prever el creciente nivel de vida que prometió el Gobierno como resultado de los frutos del «socialismo maduro», qué dependía de la productividad industrial. Uno de los más prominentes críticos de las políticas económicas de Brézhnev fue Mijaíl Gorbachov quien, mientras fue líder, llamó a la economía durante el gobierno de Brézhnev como «la etapa más baja del socialismo».
Con el PIB de la economía soviética disminuyendo drásticamente hacia el nivel que tenía en las décadas de 1950 y 1960, el país comenzó a quedarse atrás de Europa occidental y los Estados Unidos. El crecimiento del PIB fue desacelerándose de 1 a 2% cada año, y con la tecnología alejándose cada vez más por detrás de la de Occidente, la Unión Soviética se enfrentaba a un estancamiento económico a principios de la década de 1980. Durante los últimos años del gobierno de Brézhnev, la CIA monitoreó el crecimiento económico de la Unión Soviética y reportó que la economía soviética había llegado a su tope durante la década de 1970, calculando que había alcanzado el 57% del PIB estadounidense. Sin embargo, la brecha de desarrollo entre las dos naciones se amplió, con los Estados Unidos creciendo a un promedio de uno por ciento por encima de la Unión Soviética.
La última reforma importante emprendida por el gobierno de Kosyguin y que algunos la consideraron como la era pre-perestroika, fue una decisión conjunta del Comité Central y el Consejo de Ministros denominada «Mejoramiento de la planificación y refuerzo de los efectos del mecanismo económico en el aumento de la eficacia en la producción y la mejora de la calidad del trabajo», o más conocida como la reforma de 1979. Esta reforma, en contraste con la reforma de 1965, quería aumentar la participación económica del Gobierno central mediante la mejora de las funciones y responsabilidades de los ministerios. Debido a la muerte de Kosyguin en 1980 y al enfoque conservador de su sucesor Nikolái Tíjonov sobre la economía, muy poco de la reforma fue llevado a cabo.
El Undécimo Plan Quinquenal de la Unión Soviética entregó un resultado decepcionante: un cambio en el crecimiento de 4 a 5%. Durante el Décimo Plan Quinquenal anterior, se buscó alcanzar la meta del 6,1% de crecimiento, pero no se logró. Brézhnev fue capaz de aplazar el colapso económico por comerciar con Europa occidental y el mundo árabe. Sin embargo, la Unión Soviética tuvo una mayor producción que los Estados Unidos en la industria pesada durante su período de gobierno. Uno de los resultados más irritantes del gobierno de Brézhnev fue que algunas de las economías del bloque del Este estaban más avanzadas que la de la Unión Soviética.

#### Sociedad soviética

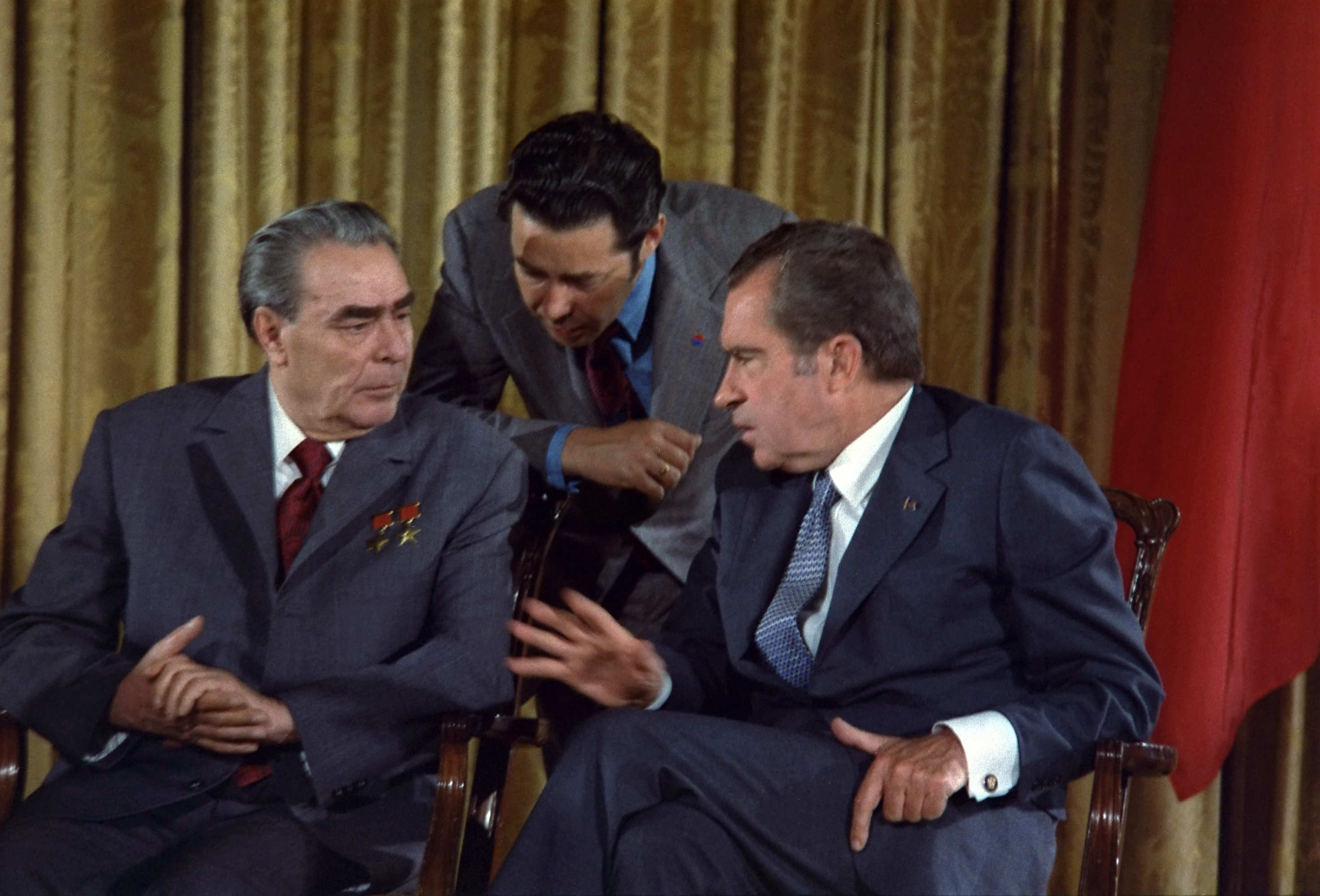
El presidente estadounidense Richard Nixon entablando una conversación con Brézhnev durante su visita a los Estados Unidos en junio de 1973.

##### Primeros cambios
Antes de 1973, el PIB per cápita en dólares estadounidenses aumentó. En los dieciocho años que Brézhnev gobernó la Unión Soviética, el ingreso promedio per cápita aumentó la mitad; sin embargo, las tres cuartas partes de este crecimiento se produjo en las décadas de 1960 y 1970. Hubo un crecimiento de un cuarto de los ingresos promedio per cápita por cabeza durante la segunda mitad del gobierno de Brézhnev. En la primera mitad del período de Brézhnev, el ingreso per cápita aumentó en un 3,5% anual; un crecimiento ligeramente inferior a lo que había sido en los años anteriores. Esto puede explicarse por la reversión de la mayoría de las políticas de Jrushchov cuando Brézhnev llegó al poder. El consumo per cápita aumentó en un estimado del 70% bajo Brézhnev, pero con las tres cuartas partes de este crecimiento ocurriendo antes de 1973 y solo la cuarta parte en la segunda mitad de su gobierno. La mayor parte del aumento en la producción de consumo durante el período de Brézhnev puede atribuirse a la reforma Kosyguin.

##### El período de «estancamiento»

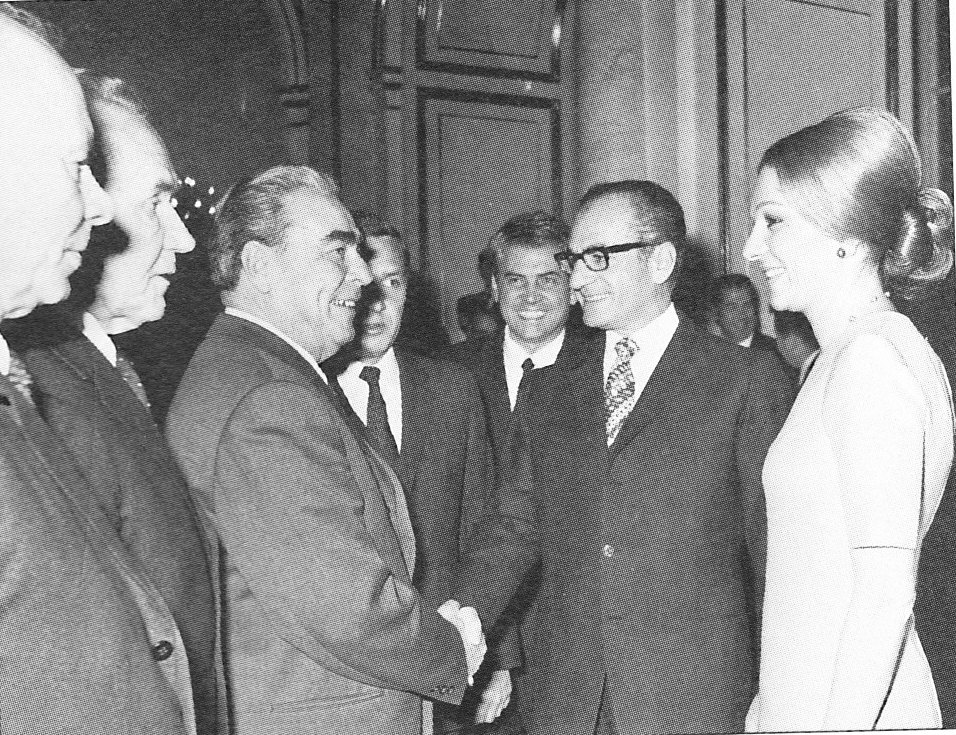
El emperador iraní Mohammad Reza Pahlevi y la emperatriz Farah Pahlavi reuniéndose con Brézhnev en Moscú en 1970.

Cuando el crecimiento económico de la URSS se estancó en la década de 1970, el nivel de vida y la calidad de la vivienda mejoraron considerablemente. En lugar de prestar más atención a la economía, el liderazgo bajo Brézhnev trató de mejorar el nivel de vida en la Unión Soviética mediante la ampliación de los beneficios sociales, que llevaron a un aumento en apoyo del público. Con Brézhnev, el nivel de vida en la República Socialista Federativa Soviética de Rusia (RSFSR) se había quedado atrás del de la República Socialista Soviética de Georgia (RSSG) y el de la República Socialista Soviética de Estonia (RSSE); ésto llevó a creer a muchos rusos que las políticas del gobierno soviético estaban perjudicando a la población rusa. Con los crecientes problemas económicos, los trabajadores cualificados recibían mayores pagas de lo que se pretendía en primera instancia, mientras que los trabajadores no cualificados estaban entregados a la puntualidad, la rectitud y la sobriedad. El Estado generalmente trasladaba a los trabajadores de un empleo a otro, algo que, finalmente, se convirtió en una característica inerradicable de la industria soviética; el Gobierno soviético no impulsó ninguna contramedida efectiva por la falta de desempleo en el país. Las industrias del Gobierno, como las fábricas, minas y oficinas, contaban con un personal indisciplinado que hacía un gran esfuerzo en no hacer su trabajo; según Robert Service, esto condujo a una «fuerza de trabajo perezosa» entre los administradores y trabajadores soviéticos.
Mientras que algunas áreas mejoraron durante la época de Brézhnev, la mayoría de los servicios públicos se deterioraron, al igual que el entorno físico cayendo rápidamente para el ciudadano común soviético. Las enfermedades estaban propagándose con suma facilidad    debido al sistema sanitario en decadencia. La superficie habitable seguía siendo bastante pequeña en relación con los estándares del primer mundo, con los ciudadanos comunes soviéticos viviendo en 13,40 m². Al mismo tiempo, miles de habitantes de Moscú quedaron sin hogar, la mayoría de ellos viviendo en chozas, en las puertas y en tranvías estacionados. La nutrición dejó de mejorar a finales de 1970, mientras que el racionamiento de los alimentos básicos volvió a ciudades como Sverdlovsk, por ejemplo. El Estado proporcionaba la recreación diaria y vacaciones anuales para los trabajadores. Los sindicatos soviéticos recompensaban a sus miembros más trabajadores y a sus familias con vacaciones de playa en Crimea y Georgia.
La «rigidización» social se convirtió en una característica común en la sociedad soviética. Durante la época de Stalin en las décadas de 1930 y 1940, un trabajador común podría esperar el ascenso a un puesto de trabajo administrativo si estudiaba y obedecía a las autoridades soviéticas. En la Unión Soviética de Brézhnev no era el caso. Los poseedores de los puestos atractivos se aferraban a ellos el mayor tiempo posible; la mera incompetencia no era considerada como una buena razón para despedir a nadie. De esta manera, también la sociedad soviética de Brézhnev pasó a convertirse en «estática».

### Políticas exteriores y de defensa

#### Relaciones entre la Unión Soviética y los Estados Unidos
Durante sus 18 años como líder de la URSS, la única gran innovación de la política exterior de Brézhnev fue la distensión. Sin embargo, no se diferenció mucho del deshielo de Jrushchov, que fue una política interna y externa, iniciada por Nikita Jrushchov. El historiador Robert Service vio la distensión como simplemente una continuación de la política exterior de Jrushchov. A pesar de la creciente tensión en las relaciones entre Oriente y Occidente bajo Jrushchov, las relaciones mejoraron en general, como lo demostraron el Tratado de prohibición parcial de ensayos nucleares, los Acuerdos de Helsinki y la instalación de la línea de teléfono entre la Casa Blanca y el Kremlin. La política de distensión de Brézhnev difería de la de Jrushchov en dos partes. La primera fue que era más completa y amplia en sus objetivos e incluyó la firma de acuerdos sobre el control de armamentos, la prevención de crisis, el comercio entre Oriente y Occidente, la seguridad europea y los derechos humanos. La segunda parte de la política se basaba en la importancia de igualar la fuerza militar de los Estados Unidos y la Unión Soviética. Entre 1965 y 1970, el gasto en defensa bajo Brézhnev aumentó en un 40% y los aumentos anuales continuaron a partir de entonces. A la muerte de Brézhnev en 1982, el quince por ciento del PIB se destinaba a las fuerzas armadas.

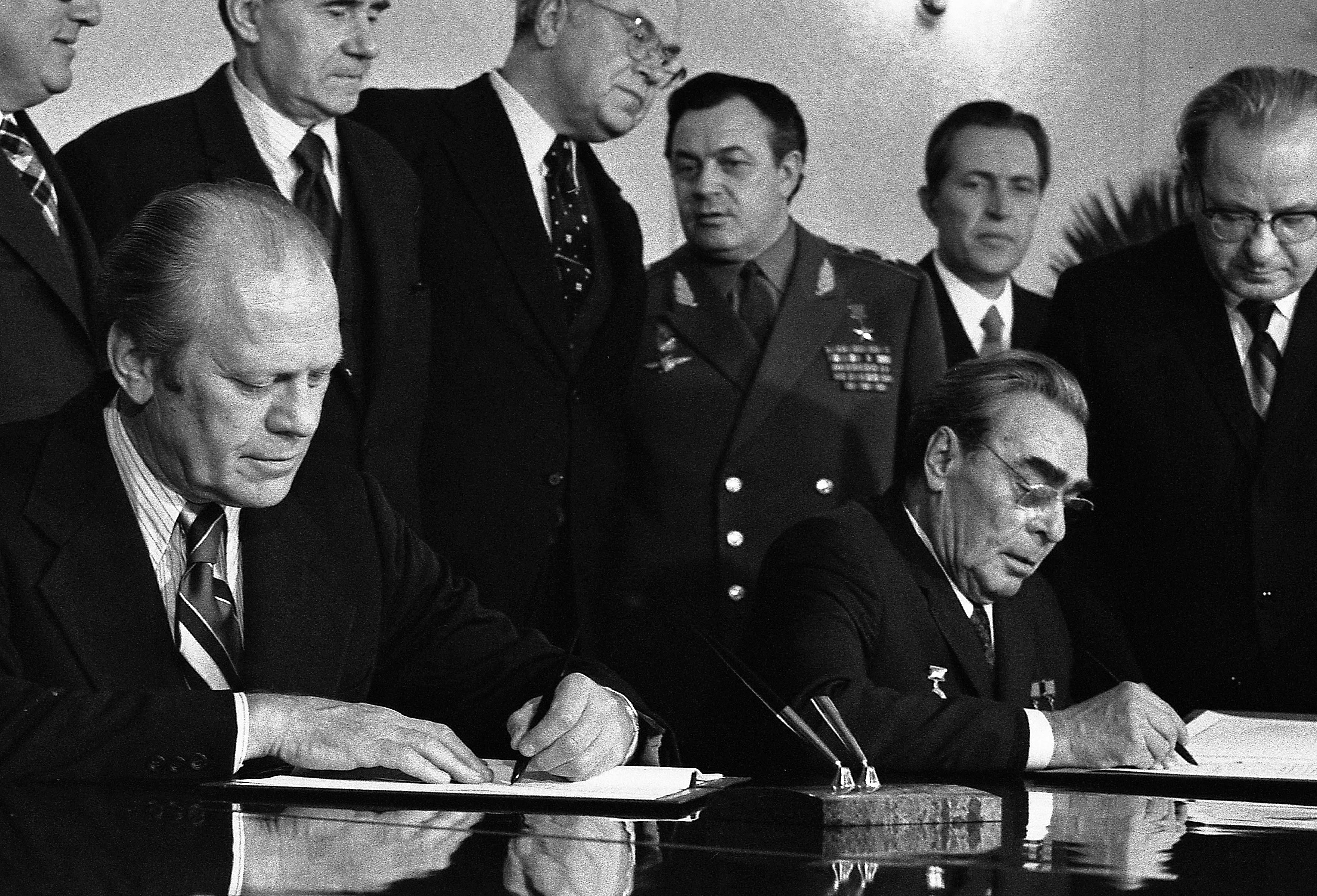
Brézhnev y Ford firmando un comunicado conjunto sobre los acuerdos SALT en Vladivostok.

A mediados de la década de 1970, había quedado claro que la política de distensión de Kissinger había fracasado. La distensión se había basado en la premisa de que se podría encontrar algún tipo de «vinculación» entre los dos países, con los Estados Unidos esperando que, con la firma del SALT I y el aumento del comercio entre los dos países, se detendría el agresivo crecimiento del comunismo en el tercer mundo. Esto no sucedió y la Unión Soviética comenzó a financiar a las guerrillas comunistas que luchaban activamente contra los Estados Unidos durante la guerra de Vietnam. Los Estados Unidos perdieron la guerra de Vietnam y, al mismo tiempo, perdieron a muchos países aliados en Asia. Después de que Gerald Ford perdiera las elecciones a presidente frente Jimmy Carter, la política exterior estadounidense pasó a ser más hostil hacia la Unión Soviética y el mundo comunista, mientras que, al mismo tiempo, detuvo la financiación estadounidense de algunos gobiernos represivos anticomunistas. Aunque, en un principio, abogó por una disminución en todas las iniciativas de defensa, los últimos años de presidencia de Carter se caracterizaron por el aumento del gasto en las fuerzas armadas estadounidenses.
En la década de 1970, la Unión Soviética alcanzó la cima de su poder político y estratégico en relación con los Estados Unidos. El Tratado SALT I había establecido eficazmente la paridad en las armas nucleares entre las dos superpotencias, el Tratado de Helsinki había legitimado la hegemonía soviética en Europa oriental; sin embargo, la derrota de los Estados Unidos en Vietnam y el escándalo de Watergate debilitó el prestigio de los Estados Unidos. La Unión Soviética extendió su influencia diplomática y política en el Oriente Medio y África.

##### La guerra de Vietnam
Nikita Jrushchov apoyó inicialmente a Vietnam del Norte por «solidaridad fraternal» pero, cuando la guerra se intensificó, instó a los dirigentes de Vietnam del Norte a renunciar a la búsqueda de la liberación de Vietnam del Sur. Rechazó una oferta de ayuda formulada por el Gobierno de Vietnam del Norte y, en su lugar, les sugirió que establecieran negociaciones en el Consejo de Seguridad de las Naciones Unidas. Después de la destitución de Jrushchov, Brézhnev volvió a ayudar nuevamente a la resistencia comunista en Vietnam. En febrero de 1965, Kosyguin viajó a Hanói con una docena de generales de la Fuerza Aérea Soviética y expertos económicos. Durante la visita del presidente Lyndon B. Johnson a la Unión Soviética, éste permitió el bombardeo sobre suelo norvietnamita en represalia de un reciente ataque del Viet Cong.

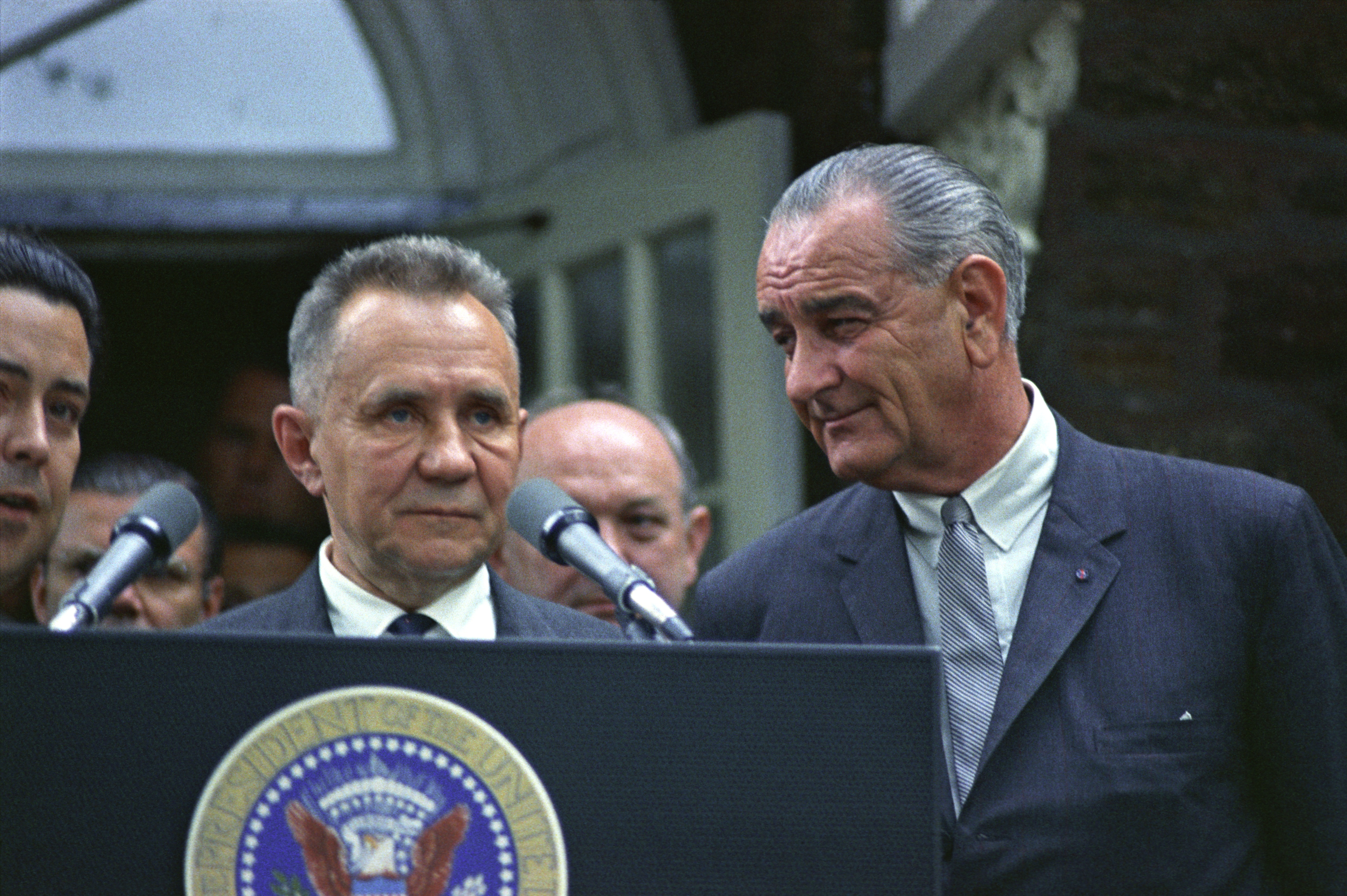
El primer ministro Alekséi Kosyguin (izquierda) y el presidente estadounidense Lyndon B. Johnson durante la Conferencia Cumbre de Glassboro de 1967.

Johnson le propuso en privado a Brézhnev que le garantizaría el fin de la hostilidad de Vietnam del Sur si Brézhnev le garantizaba el fin de la de Vietnam del Norte. Brézhnev se interesó por esta oferta inicialmente; sin embargo, después de ser informado por Andréi Gromyko que el Gobierno de Vietnam del Norte no estaba interesado en una solución diplomática a la guerra, rechazó la oferta. La administración Johnson respondió a este rechazo intensificando la presencia estadounidense en Vietnam del Sur pero, más tarde, invitó a la Unión Soviética a negociar un tratado sobre el control de armas. La URSS simplemente no respondió, en un principio porque Brézhnev y Kosyguin estaban disputando por cuál de ellos tenía el derecho de representar a la Unión Soviética en el extranjero, debido a la escalada de la «guerra sucia» en todo Vietnam. A principios de 1967, Johnson le ofreció hacer un trato a Hồ Chí Minh y le dijo que estaba preparado para finalizar los bombardeos en Vietnam del Norte si terminaba su infiltración en Vietnam del Sur. Los bombardeos estadounidenses se detuvieron por unos días. Entretanto, Kosyguin anunció públicamente su apoyo a esta oferta. Sin embargo, el Gobierno de Vietnam del Norte no respondió y los Estados Unidos reanudaron sus incursiones bélicas en Vietnam del Norte. Por este hecho, el liderazgo de Brézhnev concluyó que las soluciones diplomáticas a la guerra de Vietnam eran un caso perdido. En 1968, Johnson invitó a Kosyguin a los Estados Unidos para discutir acerca del problema vietnamita y la carrera armamentística. La cumbre estuvo marcada por un ambiente distendido, pero no hubo avances concretos por ambas partes.
A raíz del conflicto fronterizo sino-soviético, el Gobierno chino continuó con la ayuda al Gobierno norvietnamita pero, con la muerte de Minh en 1969, murió también el vínculo más fuerte entre China y Vietnam. Entretanto, Richard Nixon había sido elegido presidente de los Estados Unidos y, aunque era conocido por su retórica anticomunista, Nixon dijo en 1971 que Estados Unidos «debía tener relaciones con la China comunista». Su plan era retirar lentamente las tropas de Vietnam y conservar la dictadura capitalista de Vietnam del Sur. Creía que éste era el único camino posible para mejorar las relaciones con la China comunista y la Unión Soviética. Más tarde hizo una visita a Moscú para negociar un tratado sobre el control de armas y la guerra de Vietnam pero, sobre Vietnam, no se llegaría a ningún acuerdo. En su visita a Moscú, Nixon y Brézhnev firmaron el tratado SALT I que marcó el comienzo de la era de la «distensión».

#### Relaciones chino–soviéticas
Las relaciones exteriores soviéticas con la República Popular de China se deterioraron rápidamente después de los intentos de Nikita Jrushchov de llegar a un acercamiento con los Estados más liberales de Europa oriental como Yugoslavia y Occidente. Cuando Brézhnev consolidó su poder en la década de 1960, China estaba sumergiéndose en una crisis a causa de la Revolución Cultural de Mao Zedong que condujo a la destrucción del Partido Comunista de China y otros cargos de gobierno. Este aparente estado de anarquía que había tomado al país, exacerbó la reacción soviética. El liderazgo de Brézhnev, que había promovido la idea de la «estabilización», no podía comprender por qué Mao comenzaría una unidad «autodestructiva» hasta terminar con la revolución socialista, según su punto de vista. Al mismo tiempo, Brézhnev tenía sus propios problemas, ya que el liderazgo checoslovaco también se estaba desviando del modelo soviético y a raíz de la invasión de Checoslovaquia por el Pacto de Varsovia, el liderazgo soviético proclamó la Doctrina Brézhnev, que planteaba que la URSS tenía derecho a intervenir en cualquier Estado comunista fraternal que no siguiera el modelo soviético. Esta doctrina aumentó la tensión no solo con el Bloque del Este, sino también con los Estados comunistas asiáticos. En 1969, las relaciones con otros países comunistas se habían deteriorado hasta el punto en que Brézhnev no fue ni siquiera capaz de reunir cinco de los catorce partidos comunistas gobernantes para asistir a una conferencia internacional en Moscú. A raíz del fracaso de la conferencia, los soviéticos concluyeron que «no existía ningún centro de referencia del movimiento comunista internacional».
Más tarde, en 1969, las fuerzas chinas comenzaron el conflicto fronterizo chino–soviético. La división chino–soviética había disgustado mucho al primer ministro Alekséi Kosyguin y por un tiempo se negó a aceptar su irrevocabilidad; el primer ministro visitó brevemente Beijing en 1969 debido al aumento de la tensión entre la URSS y China. A principios de los 80, los chinos y los soviéticos estuvieron emitiendo declaraciones solicitando una normalización de las relaciones entre los dos Estados. Las condiciones dadas a los soviéticos por los chinos eran la reducción de la presencia militar soviética en la frontera sino–soviética y la retirada de los soldados soviéticos de Afganistán y Mongolia, también solicitaban el apoyo soviético a la invasión vietnamita de Camboya. Brézhnev respondió en su discurso de marzo de 1982 en Taskent, donde abogó por la normalización de las relaciones. La normalización total de las relaciones chino–soviéticas llevaría años, hasta que el último gobernante soviético, Mijaíl Gorbachov llegó al poder.

#### Intervención en Afganistán

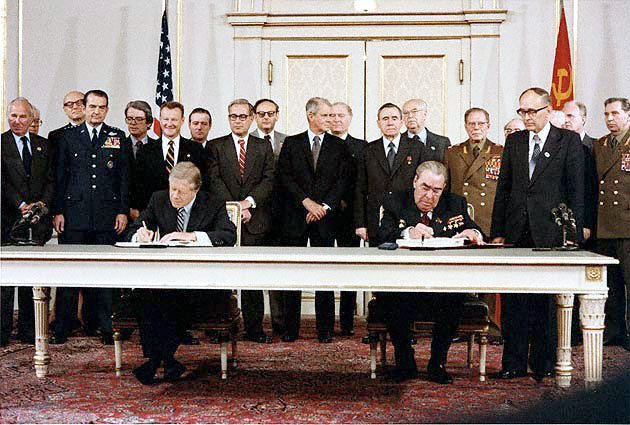
Carter y Brézhnev firmando el tratado SALT II, el 18 de junio de 1979 en Viena.

Tras la revolución comunista de Afganistán en 1978, comenzó la Guerra Civil Afgana a causa del apoyo del gobierno estadounidense a los muyahidines. Con un informe de la KGB que afirmaba que Afganistán podría ser tomada en cuestión de semanas, Brézhnev y varios altos funcionarios del partido acordaron una intervención completa en Afganistán por la preocupación de que la Unión Soviética estaba perdiendo su influencia en Asia Central. Partes de la cúpula militar soviética se opusieron a cualquier tipo de presencia militar soviética activa en el país, creyendo que la Unión Soviética debía dejar sola la política afgana. El presidente Carter, siguiendo los consejos de su consejero de Seguridad Nacional Zbigniew Brzezinski, denunció la intervención describiéndola como «el mayor peligro para la paz desde 1945». Los Estados Unidos detuvieron todas las exportaciones de granos a la Unión Soviética y boicotearon los Juegos Olímpicos de 1980 en Moscú. La Unión Soviética respondió boicoteando los Juegos Olímpicos de 1984 en Los Ángeles.

#### Europa del Este
La primera crisis del Gobierno de Brézhnev llegó en 1968, con el intento de la dirección comunista en Checoslovaquia, bajo Alexander Dubček, de liberalizar el sistema (Primavera de Praga). En julio, Brézhnev criticó públicamente a los dirigentes checoslovacos como «revisionistas» y «antisoviéticos» y, en agosto, organizó la invasión del Pacto de Varsovia a Checoslovaquia, y la remoción de su secretario general, Dubček. La invasión dio lugar a protestas públicas de disidentes en varios países del Bloque del Este. La afirmación de Brézhnev de que la Unión Soviética tenía el derecho a interferir en los asuntos internos de sus satélites para «salvaguardar el socialismo» fue conocida como la Doctrina Brézhnev aunque, en realidad, fue una reafirmación de la política soviética vigente, como lo había demostrado Jrushchov con Hungría en 1956. A raíz de la invasión, Brézhnev reiteró su derecho en un discurso pronunciado en el V Congreso del Partido Obrero Unificado Polaco el 13 de noviembre de 1968:

«Cuando las fuerzas que son hostiles al socialismo tratan de convertir el desarrollo de algún país socialista hacia el capitalismo, no solo se convierte un problema del país en cuestión, sino en un problema común y una preocupación de todos los países socialistas.»
 Brézhnev, Discurso pronunciado en el V Congreso del Partido Obrero Unificado Polaco en noviembre de 1968

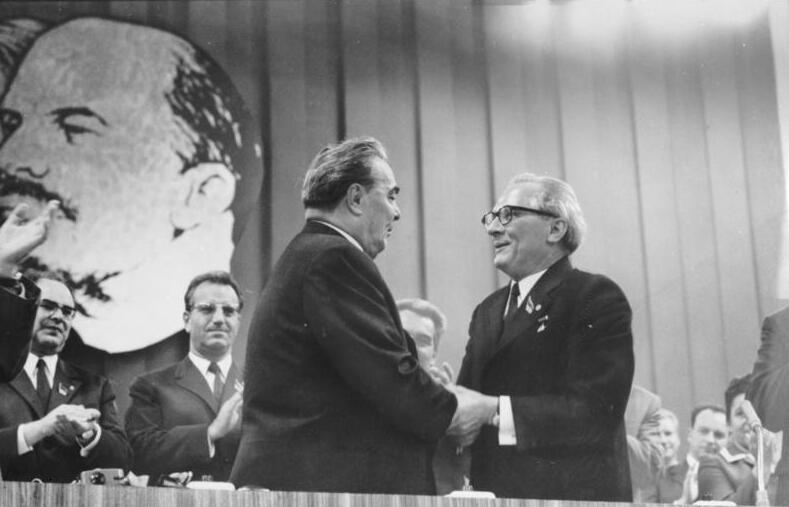
Brézhnev y Erich Honecker estrechando sus manos en 1971.

Brézhnev no fue el único que abogó por el uso de la fuerza militar cuando se discutió la situación de Checoslovaquia con el Politburó. Él era consciente de la grave situación en la que se encontraba; si se hubiese abstenido o votado en contra de la intervención soviética en Checoslovaquia podría haberse enfrentado con la creciente confusión — tanto a nivel nacional como en el Bloque del Este. Los archivos evidencian que Brézhnev era uno de los pocos que estaba buscando un compromiso temporal con el Gobierno checoslovaco, inclinado a la reforma, cuando la relación estaba en su punto de ruptura. Las voces dominantes del liderazgo soviético exigieron la reinstauración de un denominado «gobierno revolucionario». Después de la intervención militar en 1968, Brézhnev se reunió con el reformista checoslovaco Bohumil Simon que, en ese momento, era miembro del Politburó del Partido Comunista Checoslovaco y dijo; «Si yo no hubiera votado a favor de la ayuda armada soviética a Checoslovaquia, usted no estaría sentado aquí hoy pero, muy posiblemente, yo tampoco».
A comienzos de la década de 1980, estalló una crisis política en Polonia con el surgimiento del movimiento masivo Solidaridad. A finales de octubre, Solidaridad tenía 3 millones de miembros y, en diciembre, 9 millones. En una encuesta de opinión pública realizada por el Gobierno polaco, el 89% de los encuestados apoyaba a Solidaridad. Con la dirigencia polaca dividida sobre qué hacer, la mayoría no quería imponer la ley marcial, como lo había sugerido Wojciech Jaruzelski. La Unión Soviética y el Bloque del Este no estaba seguro de cómo manejar la situación, pero Erich Honecker de Alemania Oriental presionó por la acción militar. En una carta formal dirigida a Brézhnev, Honecker le propuso una medida militar conjunta para controlar los crecientes problemas en Polonia. Un informe de la CIA sugirió que el ejército soviético se estaba movilizando para efectuar una invasión.
En 1980, se reunieron los representantes de las naciones del Bloque del Este en el Kremlin de Moscú para discutir la situación polaca. Finalmente, Brézhnev llegó a la conclusión de que sería mejor dejar los asuntos internos de Polonia solos por algún tiempo, asegurándole a los delegados polacos que la URSS sólo intervendría si se lo solicitaban. Con los asuntos domésticos quedando fuera de control en Polonia, Wojciech Jaruzelski impuso el estado de guerra, la versión polaca de la ley marcial, el 12 de diciembre de 1981.

### Culto a la personalidad
Los últimos años del gobierno de Brézhnev estuvieron marcados por un creciente culto a la personalidad. Era muy conocido por su amor a las medallas (recibió más de 100) por lo que, en diciembre de 1966, para su cumpleaños número 60, fue galardonado con el Héroe de la Unión Soviética. Brézhnev recibió el galardón, que llegó con la Orden de Lenin y la Estrella de Oro, otras tres veces en la celebración de sus cumpleaños. En su cumpleaños número 70, fue galardonado con el de Mariscal de la Unión Soviética – el honor militar más alto de la Unión Soviética. Después de ser galardonado con la medalla, asistió al XVIII Veteranos del Ejército vestido con un abrigo largo y diciendo: «¡Atención, el Mariscal está llegando!». Su debilidad por las medallas inmerecidas se demostró por el pobre contenido presente en sus memorias sobre su servicio militar durante la Segunda Guerra Mundial. A pesar de la aparente debilidad de sus memorias, éstas fueron galardonadas con el Premio Lenin de Literatura y se cantaron elogios de la crítica en la prensa soviética. Sin embargo, el libro fue seguido por otros dos libros, uno de ellos sobre la Campaña de Tierras Vírgenes. La vanidad de Brézhnev lo hizo ser víctima de muchos chistes políticos. Nikolái Podgorni le advirtió de este hecho, pero Brézhnev le respondió: «Si están burlándose de mí, eso significa que les agrado». Actualmente los historiadores y analistas políticos occidentales creen que los libros fueron escritos por algunos de sus «escritores fantasmas». Las memorias trataron a la poco conocida y de menor importancia Batalla de Novorossíisk como una decisiva durante la Segunda Guerra Mundial.
El culto a la personalidad de Brézhnev fue creciendo escandalosamente rápido justo cuando su salud estaba en declive. Su condición física se estaba deteriorando; se había convertido en adicto a las pastillas para dormir y comenzó a beber una cantidad excesiva de alcohol, fumaba mucho y, con los años, padecía de sobrepeso. Desde 1973 hasta su muerte, el sistema nervioso central de Brézhnev sufrió un deterioro crónico y tuvo varios ataques menores. Al recibir la Orden de Lenin, Brézhnev caminaba temblando y titubeaba mientras hablaba. Yevgueni Cházov, el Jefe de la IV Dirección del Ministerio de Salud, mantuvo médicos del lado de Brézhnev en todo momento y, en varias ocasiones, hubo que reanimar su mala memoria. En este momento, los funcionarios más altos del PCUS deseaban mantenerlo con vida, aunque aquellos hombres como Mijaíl Súslov, Dmitri Ustínov, Andréi Gromyko, entre otros, estuviesen cada vez más frustrados con las políticas de Brézhnev. Sin embargo, no querían arriesgar un nuevo período de conflictos internos causados por su muerte. Durante esta época, los comentaristas de Occidente comenzaron a elucubrar quiénes serían los aparentes herederos de Brézhnev. Los candidatos más destacados fueron Súslov y Andréi Kirilenko, mayores que Brézhnev, y Fiódor Kulakov y Konstantín Chernenko, más jóvenes; Kulakov murió por causas naturales en 1978.

### Últimos años y muerte
La salud de Brézhnev empeoró durante el invierno de 1981-82. Entretanto, el país fue gobernado por Gromyko, Ustínov, Súslov y Yuri Andrópov y las decisiones cruciales del Politburó fueron tomadas en su ausencia. Mientras que el Politburó estaba considerando la cuestión de quién sería el sucesor, todas las señales indicaban que el líder enfermo se estaba muriendo. La elección del sucesor había sido influenciada por Súslov, pero murió a la edad de 79 años en enero de 1982. Andrópov tomó el lugar de Súslov en la Secretaría del Comité Central; en mayo, se hizo obvio que Andrópov se ofrecería para el cargo de secretario general. Él, con la ayuda de compañeros colaboradores de la KGB, comenzaron a hacer circular rumores de que la corrupción política había empeorado durante el mandato de Brézhnev como líder en un intento de crear un entorno hostil hacia Brézhnev en el Politburó. Las acciones de Andrópov mostraron que no temía la ira de Brézhnev.
Brézhnev raramente apareció en público durante el año 1982. La explicación oficial del Gobierno soviético fue que Brézhnev no estaba gravemente enfermo mientras que, al mismo tiempo, los médicos lo cuidaban. Sufrió un primer grave infarto en mayo de 1982, del que se recuperó, pero se negó a abandonar el cargo. Finalmente falleció el 10 de noviembre de 1982, después de sufrir un irreversible ataque al corazón. Fue honrado con un funeral de Estado, al que le siguió un período de cinco días de luto nacional. Fue enterrado en la Necrópolis de la Muralla del Kremlin en la Plaza Roja. Estadistas nacionales e internacionales de todo el mundo, entre ellos Fidel Castro e Indira Gandhi asistieron a su funeral. También asistió su esposa y su familia; su hija Galina Brézhneva indignó a los asistentes por no comparecer con vestimenta oscura.[cita requerida] Por otro lado, Brézhnev fue vestido para el entierro con su uniforme de Mariscal junto con sus medallas.

## Legado
Brézhnev presidió la Unión Soviética durante más tiempo que cualquier otro líder político, excepto Iósif Stalin. A menudo, es criticado por la prolongada época de estancamiento económico, en la que los problemas económicos fundamentales fueron ignorados y el sistema político soviético comenzó a declinar. Durante el mandato de Mijaíl Gorbachov como líder, se produjo un aumento de la crítica a los años de Brézhnev, con afirmaciones de que Brézhnev había seguido «una feroz línea neo-estalinista». En el discurso de Gorbachov, culpó a Brézhnev por no modernizar al país y no cambiar con los tiempos  aunque, en una declaración posterior, Gorbachov garantizó que Brézhnev no era tan malo como se le hizo ser, diciendo: «Brézhnev no tenía nada que ver con la figura de caricatura que se hace de él ahora». La intervención en Afganistán, que fue una de las decisiones más importantes de su carrera, también debilitó considerablemente tanto la posición internacional como la fuerza interna de la Unión Soviética. En defensa de Brézhnev, se puede decir que la Unión Soviética alcanzó niveles sin precedentes y nunca repetidos de poder, prestigio y tranquilidad interna bajo su gobierno.
A Brézhnev le ha ido bien en las encuestas de opinión en comparación con sus sucesores y antecesores en Rusia. Sin embargo, en Occidente es recordado más comúnmente por iniciar el estancamiento económico que provocó la disolución de la Unión Soviética. En una encuesta de opinión hecha por VTsIOM en 2007, la mayoría de los rusos encuestados añoraban volver a  vivir durante la época de Brézhnev, más que en cualquier otro período de la historia ruso-soviética durante el siglo XX.

## Familia y rasgos de su personalidad

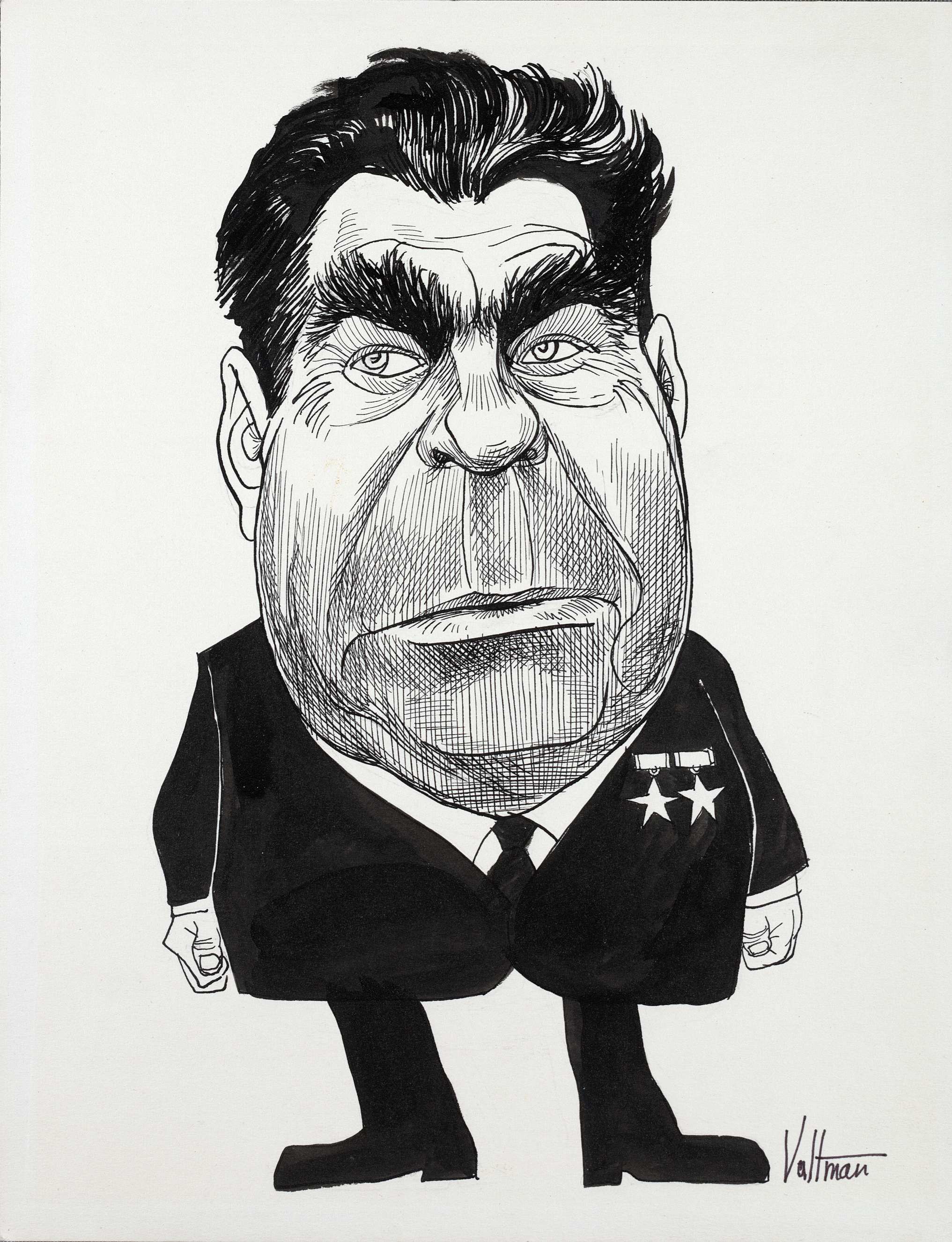
Caricatura de Brézhnev hecha por Edmund S. Valtman.

La vanidad de Brézhnev se convirtió en un problema durante su gobierno. Por ejemplo, cuando N. G. Yegórychev, el secretario del Partido por la ciudad de Moscú, se negó a elogiarlo, fue rechazado, forzado a salir de la política local y obtuvo solo un cargo oscuro como embajador. Brézhnev no tenía ningún problema con la corrupción política alegando que «nadie vive solo de su salario». Su principal pasión era conducir automóviles extranjeros regalados por líderes de Estado de todo el mundo. Por lo general los conducía entre su dacha y el Kremlin con flagrante desprecio por la seguridad pública.
Brézhnev era muy conocido por su pasión por los premios y condecoraciones. Fue Héroe del Trabajo Socialista, Héroe de la Unión Soviética cuatro veces, Héroe de Checoslovaquia tres veces, Héroe de la República Popular de Bulgaria tres veces, etc. Sin embargo, después de haber pasado la Gran Guerra Patria como comisario político y sin nunca haberse convertido en un comandante militar, fue ascendido al grado militar más alto de Mariscal de la Unión Soviética. Su vanidad socavó la autoridad del poder soviético y contribuyó a la corrupción generalizada en el sistema. Esto fue objeto de burla en numerosas anécdotas.
Brézhnev vivió en la Avenida Kutúzovski en Moscú. Durante las vacaciones, vivió en su gosdacha (casa de campo estatal) en Zavídovo. Se casó con Viktoria Denísova (1908–1995). Durante sus últimos cuatro años vivió prácticamente sola, abandonada por todo el mundo. Sufrió durante mucho tiempo de diabetes y estuvo casi ciega en sus últimos años. Tuvo una hija, Galina Brézhneva (1929-1998), y un hijo, Yuri Brézhnev (1933-1998). Galina posteriormente se convirtió en una alcohólica que junto con un director de un circo formó una banda que realizaba fraudes con lingotes de oro durante los últimos años de la Unión Soviética.

## Obras
- 50 años de grandes victorias del socialismo. Editorial Anteo, Moscú 1967.
- Por el reforzamiento de la cohesión de los comunista, por un nuevo auge de la lucha antiimperialista (Discurso en el pleno del PCUS). Editorial de la Agencia De Prensa Nóvosti, Moscú 1969.
- El XXIV Congreso del PCUS. Editorial Polémica, Moscú 1971
- Nuestro curso: La paz y el socialismo. Editorial De La Agencia De Prensa Nóvosti, Moscú 1971.
- Por el camino de Lenin. Editorial Progreso, Moscú 1972.
- En aras de la paz, la seguridad y la colaboración. Editorial De la Agencia de Prensa Nóvosti. Helsinki, 1975
- La Gran Revolución De Octubre Y El Proceso De La Humanidad. Editorial De La Agencia De Prensa Nóvosti, Moscú 1977
- La pequeña tierra. Editorial Progreso, Moscú 1978. (Primer tomo de su autobiografía)
- Resurgimiento. Editorial de la Agencia de Prensa Novosti, Moscú, 1978. (Segundo tomo de su autobiografía)
- Tierras vírgenes. Editorial Mendoza, Moscú 1978. (Tercer tomo de su autobiografía)
- Memorias. La pequeña tierra, Resurgimiento. Editorial Progreso, Moscú 1978.
- Páginas de una vida. Ediciones Giner, Moscú 1981.

(Editoriales en español)